# Rhamnocampa albistriga
Rhamnocampa albistriga là một loài bướm đêm trong họ Noctuidae.